# Urdès
Urdès è un comune delegato del comune di Lacq, situato nel dipartimento dei Pirenei Atlantici nella regione della Nuova Aquitania. In precedenza comune autonomo, il 1º gennaio 2024 è confluito nel comune di Lacq.

## Società

### Evoluzione demografica
Abitanti censiti